# 牡蠣シチュー
牡蠣シチュー（かきシチュー、英語: Oyster stew）は、カキの入ったシチュー。アメリカ合衆国とガンビアで人気があるスープ料理である。
ニューイングランド料理では、牡蠣シチューは感謝祭と関連付けられ、南部料理ではしばしばクリスマスイブに用意される。
クリスマスイブに伝統的に食べられる牡蠣シチューには数多くの説明がなされてきた。ビル・ニール（Bill Neal）は、食品の冷蔵輸送が普及する以前は12月まで出荷に十分な寒冷な気候が保証されていなかったため、 「海岸から遠く離れた場所では、カキが冬の休暇の到来を告げる象徴となり、毎年12月24日のクリスマスイブまでに市場に届けられ、イブの夜の食卓に牡蠣シチューとして並んだ」と示唆した。ステファニー・バトラー（Stephanie Butler）はアイルランド系カトリック移民がクリスマスイブに肉食をしなかったことから、代わりにクロジマナガダラのシチューを食べたことにちなむという別の説を提示し、「カキの味がクロジマナガダラの干物によく似た、海の味がして、しょっぱく、かなり噛みごたえのあるものでありうるので、クロジマナガダラのシチューのレシピが牡蠣シチューに適用された」ことを提示した。
アメリカ南部で食べられている牡蠣シチューは基本的に牛乳とクリームを使う。牡蠣シチューはオイスター・クラッカーを添えて出されることが多く、（カキを使っているわけではないのに）オイスター・クラッカーという名前の由来になったという説がある。
牡蠣シチューはガンビア料理でも人気の一品である。ガンビアのカキは沼のマングローブの根に生息する。